# شمرهوفن
شمرهوفن (به آلمانی: Schemmerhofen) یک شهر در آلمان است که در Biberach واقع شده‌است. شمرهوفن ۷٬۶۸۹ نفر جمعیت دارد.